# Asa Brigham
Asa Brigham (* 31. August 1788 in Marlborough, Massachusetts; † 3. Juli 1844 in Washington, Republik Texas) war ein US-amerikanischer Siedler, Geschäftsmann und Politiker.

## Werdegang
Asa Brigham, Sohn von Mary Rice und Lewis Brigham, wurde 1788 im Middlesex County geboren. Über seine Jugendjahre ist nichts bekannt. Am 9. Dezember 1810 verkündete er und Elizabeth Swift Babcock in Watertown (Middlesex County) ihr Aufgebot für ihre bevorstehende Eheschließung. Von 1810 und 1816 lebte er in Lunenburg (Worcester County) und war als Schneider tätig. Der Britisch-Amerikanische Krieg überschattete diese Jahre. Bei einem Brand im Jahr 1816 entging er dem Tod, verlor aber sein Geschäft. Danach zog er nach Louisiana und ließ sich in Alexandria (Rapides Parish) nieder. Zum Zeitpunkt, als er im April 1830 in Texas ankam von Louisiana aus, war er verheiratet und hatte zwei Söhne, Samuel und Benjamin, sowie eine verheiratete Tochter namens Adeliza Lewis Brigham. Im Dezember 1830 wurde er zum síndico procurador im Stadtbezirk von Victoria gewählt und ein Jahr später zum comisario im demselben Stadtbezirk. Daneben wurde er 1831 in den Brazoria District Board of Health berufen.
Zu jener Zeit wuchs die Unzufriedenheit in Texas mit der Politik der mexikanischen Regierung, vor allem dem Verbot der Sklaverei und der Entwaffnung/Ausweisung der amerikanischen Einwanderer. Am 20. Juni 1832 unterzeichnete Brigham und eine Gruppe von texanischen Politikern eine Vereinbarung, mit der sie ihre Bereitschaft zu militärischen Aktionen ausdrückten, um die Unabhängigkeit von Texas zu erlangen. Am 6. Oktober 1832 wurde er zum Treasurer vom Brazoria Distrikt gewählt.
Nach 1832 führte er einen Fährbetrieb in Brazoria und betrieb in Partnerschaft mit seinem Schwiegersohn ein Handelsgeschäft. Brigham wurde Anteilseigner bei der San Saba Colonization Company und ein Empfänger von Waren für die Brazos and Galveston Railroad. Er erwarb Land in Hall's Bayou im Brazoria County sowie im Galveston County und Bastrop County, wo er neben der Viehzucht Zuckerrohr, Baumwolle und Mais anbaute. Zu dieser Zeit besaß Brigham einige Sklaven. In seinem späteren Leben unterzeichnete er aber zahlreiche Petitionen gegen die Sklaverei.
1833 waren seine Ehefrau, sein Schwiegersohn und seine Töchter tot. Brigham wurde 1835 zum Alcalde von Brazoria gewählt und war einer von vier Abgeordneten von Brazoria bei der Konvention von 1836 in Washington, wo er die Unabhängigkeitserklärung von Texas mitunterzeichnete.
Da Brigham maßgeblich an der Gründung der Freimaurerloge in Brazoria beteiligt war, fungierte er am 20. Dezember 1837 als Gründungsmitglied der Großloge von Texas in Houston. David G. Burnet ernannte ihn zum Auditor der Republik Texas und Präsident Sam Houston berief ihn im Dezember 1836 zum ersten Treasurer der Republik Texas. Im Januar 1839 wurde er durch Mirabeau B. Lamar erneut zum Treasurer der Republik Texas ernannt, trat aber im April 1840 von seinem Posten zurück. Er wurde angeklagt staatliche Mittel während seiner Zeit als Treasurer für private Zwecke veruntreut zu haben, dann aber freigesprochen. Im Dezember 1841 wurde er erneut zum Treasurer der Republik Texas ernannt und 1842 zum vierten Bürgermeister von Austin.
Seine zweite Ehefrau, Ann Johnson Mather, heiratete er am 8. Juli 1839. Er verstarb 1844 in Washington und wurde dort begraben. Der Bundesstaat Texas errichtete dort 1936 ein Denkmal. Seine sterblichen Überreste wurden später auf dem Washington-on-the-Brazos State Historical Park umgebettet.